# Dąbrówka (Bytów)
Pour les articles homonymes, voir Dąbrówka.
Dąbrówka est une localité polonaise de la gmina rurale de Borzytuchom située dans le powiat de Bytów en voïvodie de Poméranie. Elle se trouve à environ 12 km au nord-ouest de Bytów et 85 km à l'ouest de la capitale régionale Gdańsk.

## Géographie

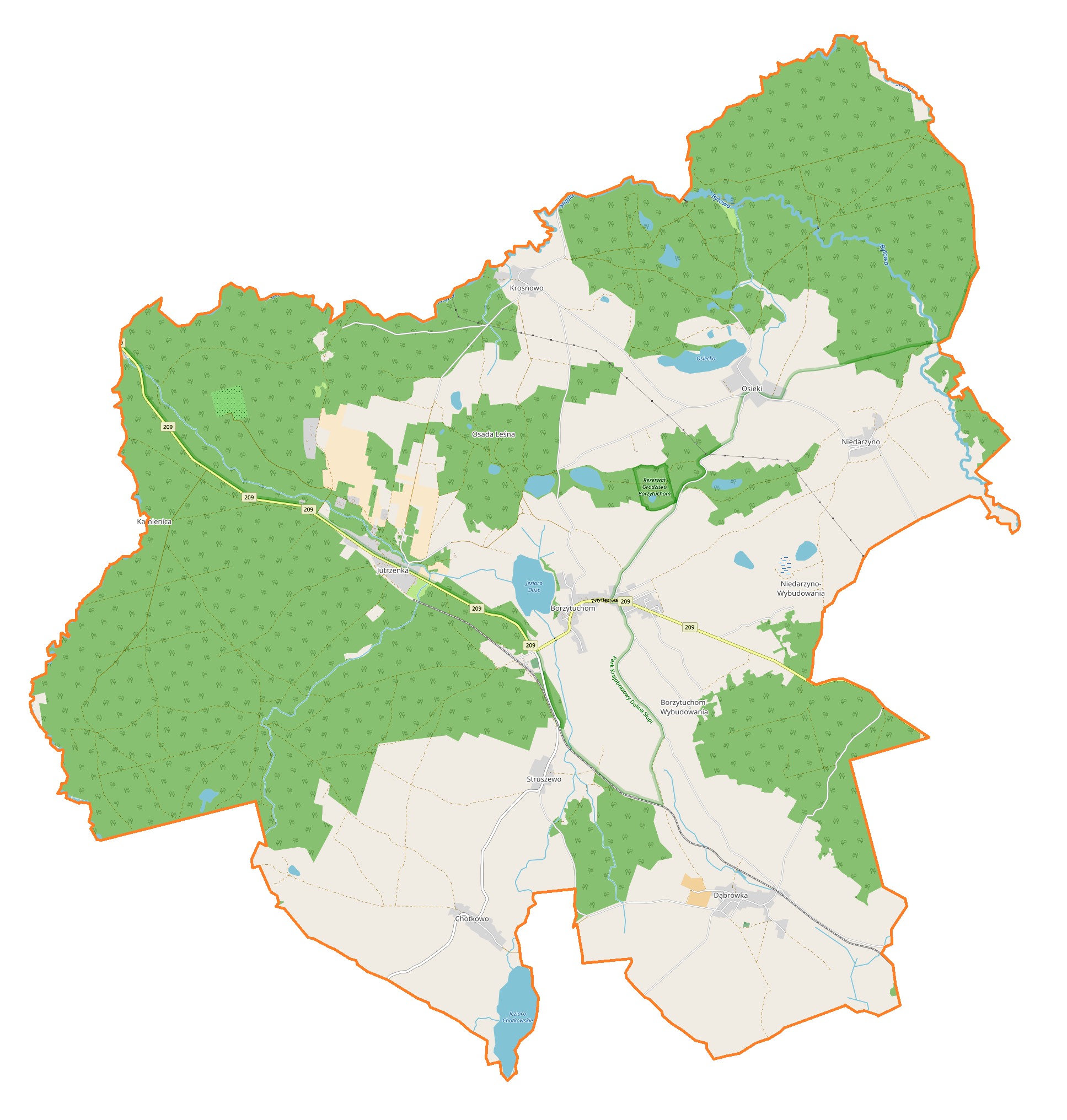
Carte de la gmina de Borzytuchom.